# Gregorio Pérez Demaría

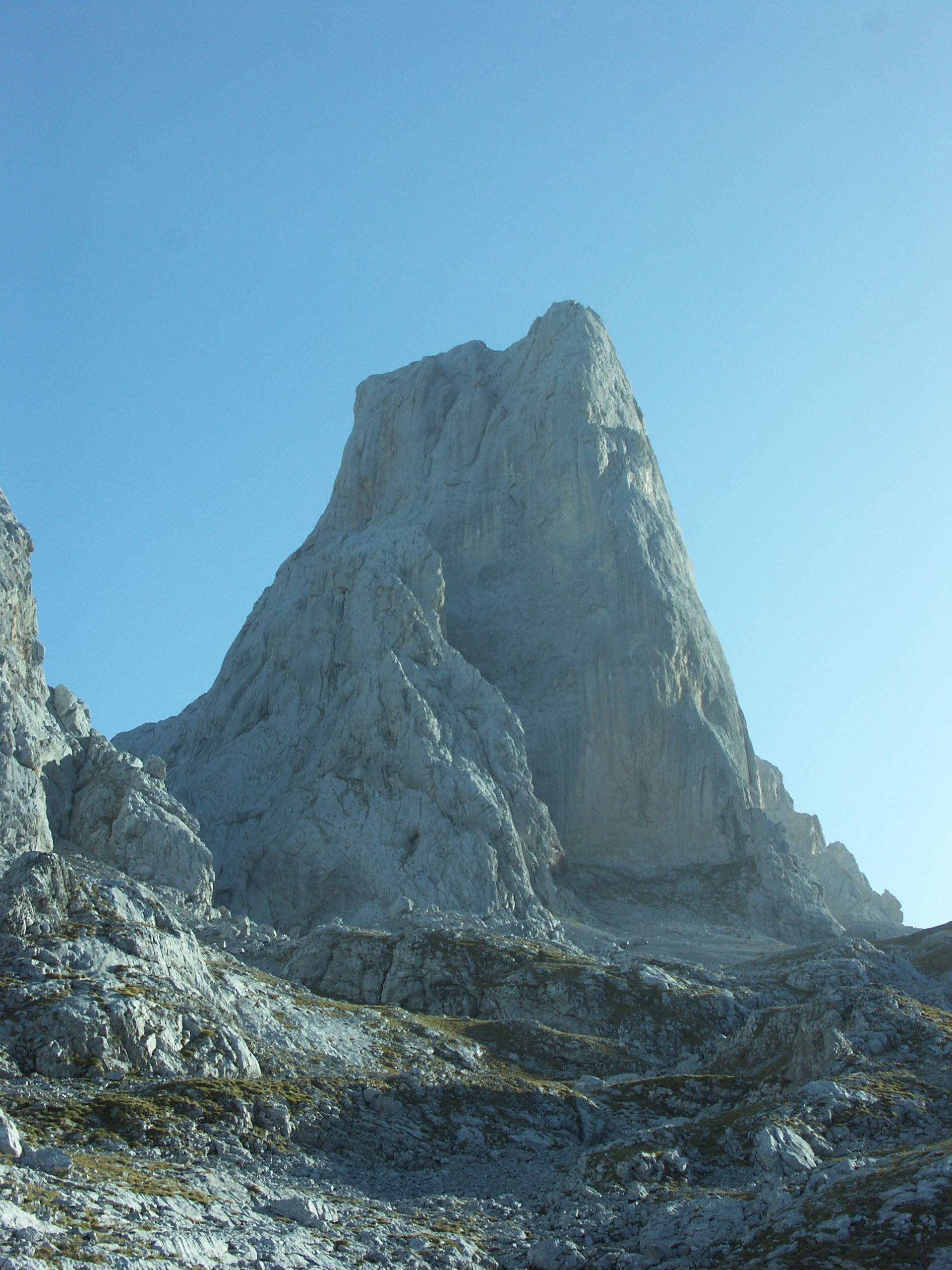
Nordseite des Naranjo de Bulnes oder Picu Urriellu

Gregorio Pérez Demaría (* 9. Juli 1853 in Caín de Arriba, Valdeón, Provinz León; † 9. Juli 1913 in Caín de Abajo) war ein spanischer Bergführer, Hirte und Jäger. Er war 1904 an der Erstbesteigung des Naranjo de Bulnes in den Picos de Europa beteiligt. Gemeinsam mit Pedro José Pidal y Bernaldo de Quirós erreichte er am 5. August 1904 den Gipfel des 2.514 m hohen Berges. Gregorio Pérez war unter dem Beinamen El Cainejo (nach seinem Heimatort) bekannt, seine Nachbarn nannten ihn El Atrevido (der Verwegene).
Er war mit Francisca Cuevas Roiz verheiratet, die ebenfalls aus Caín stammte. Gemeinsam hatten sie fünf Kinder. Gregorio Pérez starb an den Verletzungen, die ihm ein Ziegenbock aus seiner Herde zugefügt hatte.